# مدوژیا
مدوژیا (انگلیسی: Medvezhya) یک کوه آتشفشانی در جزایر کوریل کشور روسیه است.